# Nanthela hongkong
Nanthela hongkong är en spindelart som först beskrevs av Song och Wu 1997.  Nanthela hongkong ingår i släktet Nanthela och familjen ledspindlar.
Artens utbredningsområde är Hongkong (Kina). Inga underarter finns listade i Catalogue of Life.